# Lopesia gemmae
Lopesia gemmae är en tvåvingeart som beskrevs av Maia 2003. Lopesia gemmae ingår i släktet Lopesia och familjen gallmyggor. Inga underarter finns listade i Catalogue of Life.